# Parotosuchus
Parotosuchus — викопний рід темноспондилів. Жив за раннього тріасу. Рештки знаходять і в північній і в південній півкулях. Прісноводний хижак із витягнутими щелепами, що дещо нагадували крокодилячі. Мав довжину близько 2 метрів.

## Історія вивчення
Перші відомі зразки походять з Німеччини. Описано фон Маєром 1858 року в якості двох видів Capitosaurus — C. nasutus і C. fronto. Припускають, останній міг бути синонімом C. nasutus. 1922-го Йекель увів нову назву — Parotosaurus — для більшості видів капітозавра крім типового, чий голотип було визнано недіагностичним. Parotosaurus, таким чином, замінив Capitosaurus в якості сміттєвого таксона, до якого відносили більшість відомих капітозаврів. Однак, назву Parotosaurus було преокупивано родом сцинків, тож Очев і Шишкін (1968) запропонували Parotosuchus. Patton (1976) було дано назву Archotosaurus, що вважається молодшим синонімом Parotosuchus.
Філогенетичне положення тварини дискутується: деякі дослідники вважають її мастодонзавридом, а інші — примітивнішим мастодонзавроїдом, виділяючи (наразі монотипічну) родину Parotosuchidae.

## Палеобіогеографія
Рештки різних видів паротозуха знаходили на території Південної Африки, Антарктиди, Польщі, Росії, Німеччини й, можливо, США. Таким чином, цей рід темноспондилів мав доволі широке розповсюдження.